# Christopher Miles (personnage)
Pour les articles homonymes, voir Christopher Miles.
Christopher Miles, dit Chris Miles, est un personnage fictif de la série télévisée britannique Skins interprété par Joe Dempsie.

## Biographie du personnage
Chris est un peu le clubber de la bande. Il adore essayer toutes sortes de substances plus ou moins licites, et est amoureux de Angie, son professeur de psychologie, beaucoup plus âgée que lui. Il lui arrive de donner ses cachets de drogue à son poisson rouge.

## Histoire du personnage

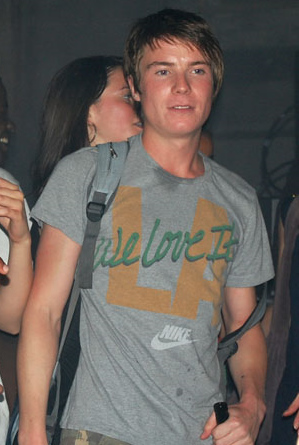
Joseph Dempsie, 2007.

### Dans la saison 1
Chris, le grand clubber de la bande est un consommateur invétéré de drogues plus ou moins douces, est fou amoureux d'Angie, sa prof de psychologie lors de la première saison. Il parviendra à coucher avec elle lors d'un voyage éducatif en Russie.
Dans l'épisode qui lui est consacré (Chris), on apprend qu'il a un frère décédé. Son père a abandonné sa mère et lui à la suite de cet épisode tragique. Sa mère a « foutu le camp » en  lui laissant 1000 livres pour survivre. Il les dépensera en alcools et en drogues en l'espace d'une seule soirée.
À la suite du départ de sa mère, il se retrouve sans logement. Son établissement lui prête alors une chambre "le temps que cela s'arrange".

### Dans la saison 2
C'est durant cette saison que l'on pourra noter les changements de Chris. À la suite de son expulsion du lycée due à des fautes plus ou moins graves (il urine sur un gardien, il vole des médicaments à la pharmacie du lycée...), il décide de se prendre en main et de chercher un travail. Il se découvrira plutôt bon en vente immobilière mais se fait renvoyer (car il squatte l'une des maisons de l'agence). En même temps, il sort avec Jal qu'il met enceinte.
Après un accident qui l'amène à l'hôpital, on apprend qu'il est atteint d'une maladie génétique très dangereuse. Son frère en est mort et c'est pour cela que sa mère ne veut plus le voir. Sauvé dans un premier temps, il apprend à sa sortie que Jal est enceinte. Il meurt peu de temps après et Jal décide d'avorter.

### La mort d'un héros
Son décès n'est pas dû à un surplus de drogues mais à un caillot qu'il avait au cerveau . C'est pourquoi il devait prendre certains médicaments. Pour ne pas inquiéter Jal, il ne lui a pas dit qu'il était malade. Son frère aîné est décédé de la même manière. Chris laisse derrière lui Jal ainsi que tous ses amis. Son père ne veut pas que les amis de Chris assistent à son enterrement car il ne les aime pas. Furieux, Tony et Sid, volent le cercueil de Chris. Cependant Michelle et Jal les raisonnent et ils rendent le cercueil. Durant la cérémonie, tous ses amis sont présents malgré les souhaits du père de Chris. Jal fait un discours qui émeut celui-ci. Cela se termine par un feu d'artifice, tout cela dans le but de respecter la philosophie principale de Chris: "je m'en branle".